# Barypsabas
Barypsabas ist eine legendäre Gestalt des frühen Christentums. Er soll ein Einsiedler aus dem Orient gewesen sein, der in den Besitz von Tropfen des Blutes Christi gelangt sein soll. Daraufhin sei er verfolgt worden, doch ehe er in Dalmatien den Märtyrertod erlitten habe, sei es ihm möglich gewesen, die Reliquie nach Rom zu bringen. Barypsabas wird als Heiliger verehrt, vor allem in der Athanasius-Kirche in Rom; sein Gedenktag ist der 10. September. Er soll im 1. Jahrhundert gelebt haben.